# Praia de Maceió (Ceará)
Praia de Maceió, ou Praia do Maceió é um praia brasileira localizada na cidade de Camocim, no Estado do Ceará. Está localizada a 378km de Fortaleza e a 15 km do centro de Camocim.Nessa praia, fica localizada uma vila de pescadores que possui infra-estrutura ainda pouco desenvolvida com casas de veraneio, bares, restaurantes e barracas. É definida como uma praia de águas tranquilas.
Maceió destaca-se pela beleza rústica. Possui uma boa faixa de areia clara, com ondas propícias para o banho e para a prática de esportes aquáticos como surf e windsurf e kitesurf.

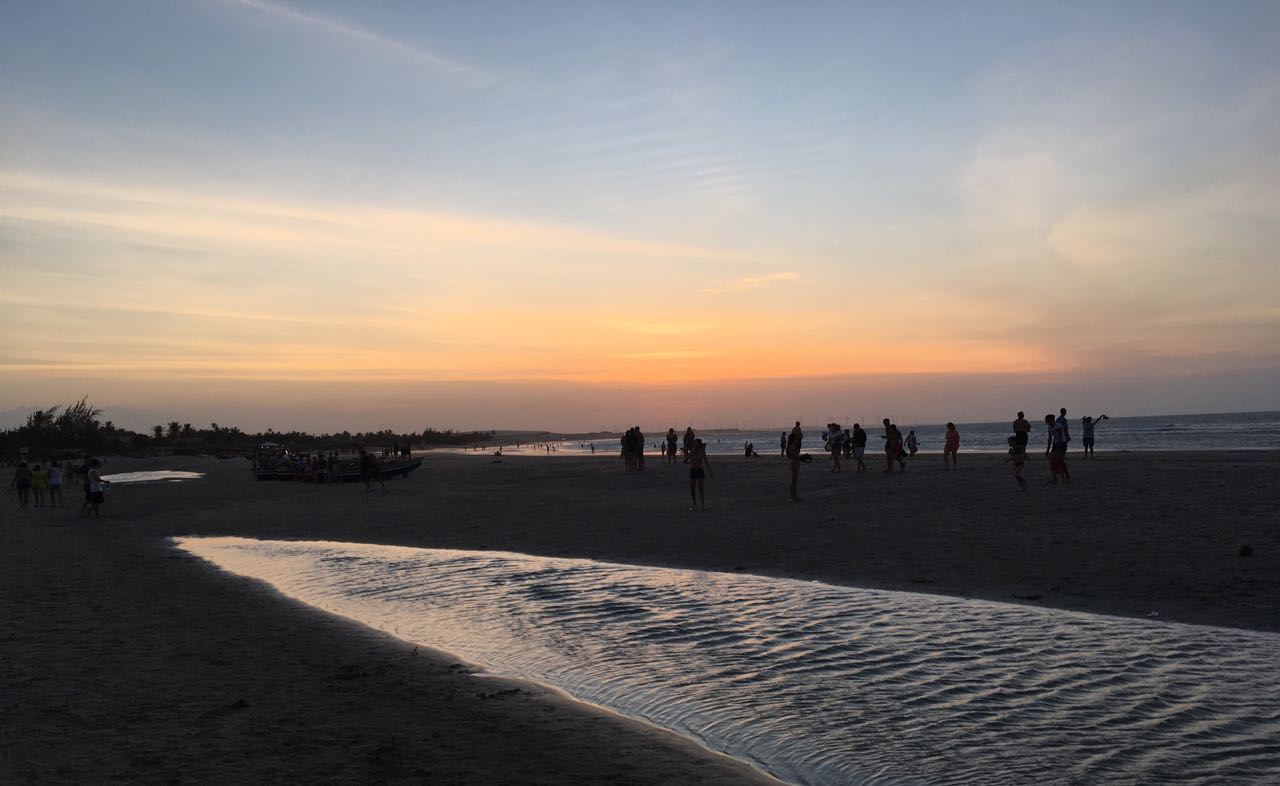
Pôr do sol na Praia do Maceió.

Na área da praia há uma Área de Proteção Ambiental (APA) de Praia de Maceió, com área protegida de 1.374,1 ha